# 니카라과 사건
니카라과 사건은 네덜란드 헤이그에 있는 국제사법재판소(ICJ)의 판례이다. 1986년 6월 27일 국제사법재판소는 니카라과에 대한 미국의 군사적, 준군사적 활동 사건이 국제법상 위법하다고 판결하였다.
외교적으로 이란-콘트라 사건과 니카라과 사건은 레이건 대통령의 대표적인 실책으로 꼽힌다. 이란-콘트라 사건이란 미국이 테러국가 이란에 비밀리에 판매한 무기 수출대금을 니카라과 반정부군에 지원한 사건을 말한다.
이 사건에서, ICJ는 우호관계선언이 국제관습법이라고 판시했다. 또한 국제법상 "무력공격"이란 "가장 중대한 무력사용"을 말하며, 1974년 채택된 ‘침략의 정의’에 관한 유엔총회 결의 제3조가 이에 속한다고 판시했다. 제3조에는 무력공격 사례로 일곱 가지 유형이 적시되어 있다. 또한 ICJ는 국제분쟁의 평화적 해결의무와 국내문제불간섭원칙은 국제관습법으로서의 지위를 갖는다고 판시하였다.

## 같이 보기
- 이란-콘트라 사건
- 우호관계선언